# Yesenia (1970)
Yesenia é uma telenovela mexicana, produzida pela Televisa e exibida em 1970 pelo El Canal de las Estrellas.

## Elenco
- Fanny Cano - Yesenia
- Jorge Lavat - Capitán Oswaldo Leroux
- María Teresa Rivas - Magenta
- Alicia Rodríguez - Marisela
- Irma Lozano - Luisita
- Juan Ferrara - Bardo
- María Douglas - Amparo de Bertier
- Augusto Benedico - Julio Bertier
- Magda Guzmán - Trifenia
- Raúl "Chato" Padilla - El Patriarca Rashay
- Tony Carbajal - Román Flaubert
- Oscar Morelli - Jack Howard
- Lupita Lara - Orlenda